# Беркли (округ, Южная Каролина)
Округ Беркли (англ. Berkeley County) располагается в штате Южная Каролина, США. Официально образован в 1682 году. По состоянию на 2013 год, численность населения составляла 194 020 человек.

## География
Согласно данным представленным Бюро переписи США, общая площадь округа равняется 3180,523 км2, из которых 2843,823 км2 занимает суша и 336,700 км2 или 10,610% приходится на водную поверхность.

## Климат
Согласно сведениям от Национальной метеорологической службой США в округе Беркли преимущественно влажный субтропический климат, который, по классификации климатов Кёппена, сокращённо обозначается на климатических картах аббревиатурой «Cfa». Чем дальше от побережья, Атлантического океана, тем жарче лето.

## Население
По данным переписи населения 2000 года в округе проживает 142 651 жителей в составе 49 922 домашних хозяйств и 37 691 семей. Плотность населения составляет 50,00 человек на км2. На территории округа насчитывается 54 717 жилых строений, при плотности застройки около 19,00-ти строений на км2. Расовый состав населения: белые — 68,00 %, афроамериканцы — 26,63 %, коренные американцы (индейцы) — 0,52 %, азиаты — 1,87 %, гавайцы — 0,08 %, представители других рас — 1,20 %, представители двух или более рас — 1,70 %. Испаноязычные составляли 2,76 % населения независимо от расы.
В составе 39,20 % из общего числа домашних хозяйств проживают дети в возрасте до 18 лет, 56,70 % домашних хозяйств представляют собой супружеские пары проживающие вместе, 14,20 % домашних хозяйств представляют собой одиноких женщин без супруга, 24,50 % домашних хозяйств не имеют отношения к семьям, 19,40 % домашних хозяйств состоят из одного человека, 5,60 % домашних хозяйств состоят из престарелых (65 лет и старше), проживающих в одиночестве. Средний размер домашнего хозяйства составляет 2,75 человека, и средний размер семьи 3,15 человека.
Возрастной состав округа: 28,00 % моложе 18 лет, 11,70 % от 18 до 24, 31,20 % от 25 до 44, 21,20 % от 45 до 64 и 21,20 % от 65 и старше. Средний возраст жителя округа 32 лет. На каждые 100 женщин приходится 103,20 мужчин. На каждые 100 женщин старше 18 лет приходится 102,20 мужчин.
Средний доход на домохозяйство в округе составлял 39 908 USD, на семью — 44 242 USD. Среднестатистический заработок мужчины был 31 583 USD против 22 420 USD для женщины. Доход на душу населения составлял 16 879 USD. Около 9,70 % семей и 11,80 % общего населения находились ниже черты бедности, в том числе — 15,60 % молодёжи (тех, кому ещё не исполнилось 18 лет) и 12,90 % тех, кому было уже больше 65 лет.